# Gauliga
Gauliga (au pluriel Gauligen) fut le nom générique désignant les plus hautes divisions sportives dans l'Allemagne nazie. Il fut exigé et appliqué par les ordres du DRL/NSRL, le « ministère des Sports » du IIIe Reich entre 1933 et 1945. Le terme « Gauliga » s'appliqua essentiellement aux plus hautes divisions de football et resta employé malgré le changement de nom en Sportbereichesklasse apparu en 1939.

## Nom
Le mot allemand Gauliga est composé de Gau qui désigne une « région » et Liga « ligue ». Au pluriel, on dit Gauligen. En général de nos jours, ce terme n'est plus employé en Allemagne car il est trop rattaché à la période du nazisme. Toutefois, certains sports ont encore des Gauligen comme la Gymnastique et le Fistball.

## Origines
Dès son arrivée au pouvoir, Hitler et son parti nazi (NSDAP) transformèrent l'Allemagne en un État totalitaire. Les Nazis redéfinirent l'organisation interne du pays. Un des changements notables fut la subdivision de l’État en « Gaue ». De nombreuses zones occupées par l'armée allemande furent incorporées au Grand Reich. Les Gaue étaient dirigées administrativement par un Gauleiter, pratiquement toujours choisi parmi les plus fidèles de l'idéologie nazie.
Voir la page: Divisions administratives de l'Allemagne nazie
Les Gauligen furent instaurées en 1933 par le régime nazi en remplacement des Berziksliga (ou Berziksklasse) de la République de Weimar. Avant cette mise en œuvre, les plus hautes divisions du football allemand étaient gérées par région par leurs fédérations respectives. Il y avait, par exemple, la Nordeutschen Fussball Verbandes, la Verbandes Süddeutscher Fussballvereine ou encore la  Verband Brandenburgischer Ballspielvereine, …
Le 28 février 1933, les Nazis incendièrent le Reichstag. La dictature hitlérienne étendit ses fléaux sur l'Allemagne. Peu après, les responsables de l'association Rotsport (d'obédience communiste) sont arrêtés. Ensuite, ce fut au tour de l'ATSB (ligue ouvrière) de voir ses compétitions interdites. La Deutscher Fussball Bund (DFB), la fédération allemande de football, ne fut pas épargnée.
Le 28 avril 1933, le Parti nazi plaça l'officier SA Hans von Tschammer und Osten au poste de « Commissaire du Reich pour l’Éducation physique et les Sports » (en juillet 1934, il fut nommé Reichssportführer (« Ministre des Sports du Reich ») à la tête du Deutscher Reichsausschuss für Leibesübungen (DRL). Les anciennes structures sportives nationales, puis régionales, furent supprimées (Gleichschaltung). Les Nazis installèrent leur propre organigramme. Le sport en général et le football en particulier devinrent d'importants outils de propagande. Parmi les premières règles imposées, il y eut l'uniformisation du statut de tous les clubs et l'interdiction d'avoir des membres juifs.
Voir la page: Ministère nazi des Sports.

## Généralités
L'instauration des Reichsgaue (« Régions du Reich ») fit partie de la politique nazie afin d'obtenir un meilleur contrôle de toutes les parties du pays. Ces Gaue remplacèrent les anciens États, comme l’État libre de Prusse ou la Bavière.
Voir la page: Divisions administratives de l'Allemagne nazie
L'instauration des Gauligen sonna comme une déception pour plusieurs dirigeants du football allemand dont les sélectionneurs de l'équipe nationale Otto Nerz et Sepp Herberger qui espéraient une "Reichliga", un championnat unifié comme en connaissait déjà l'Angleterre ou l'Italie. Peu avant l'arrivée au pouvoir du Parti hitlérien, la DFB envisageait sérieusement de mettre sur pied un championnat national professionnel joué en une seule grande ligue. Une réunion spéciale devait être tenue les 28 et 29 mai 1933 dans le but d'instaurer une « Reichliga professionnelle ». Mais un mois avant la date prévue, la réunion fut annulée car le professionnalisme n'était pas du tout conforme à l'idéologie nazie.

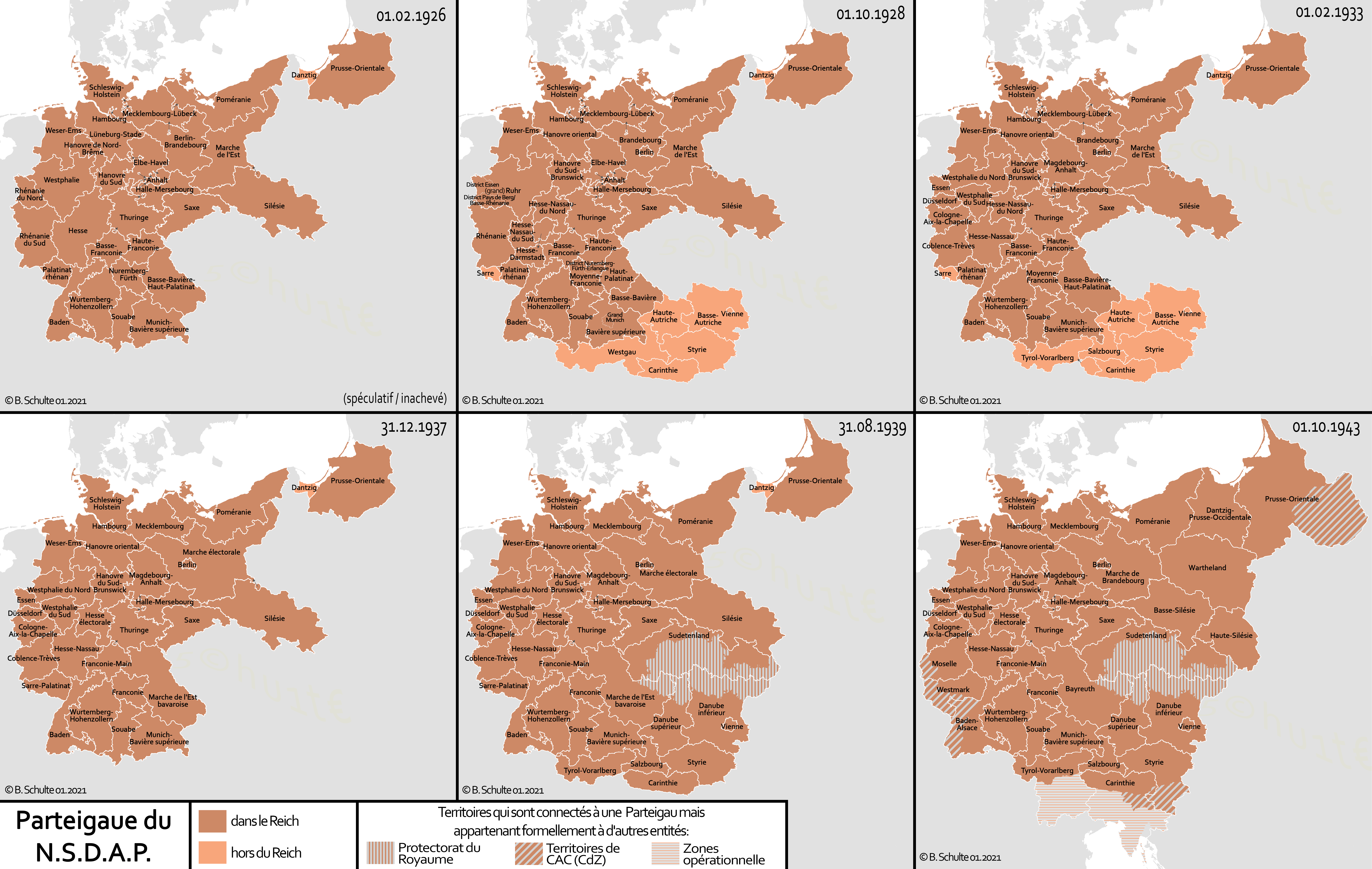
L’organisation territoriale du NSDAP en Gaue en 1926, 1928, 1933 et 1937

La performance décevante de l'équipe d'Allemagne lors de la Coupe du monde 1938 rouvrit le débat sur la création d'une Reichliga. En août 1939, une réunion fut tenue afin de créer un système de ligue autour de six gauligen comme transition vers un championnat unifié. Le déclenchement de la Seconde Guerre mondiale mit fin au projet.
Début 1935, avec le retour de la Sarre, les frontières de l'Allemagne commencèrent de s'étendre. La politique expansionniste du régime nazi puis la Seconde Guerre mondiale amenèrent d'autres régions au sein du IIIe Reich. Ces régions furent à leur tour rebaptisée « gau » et qui eurent donc, pour la plupart, leur gauliga.

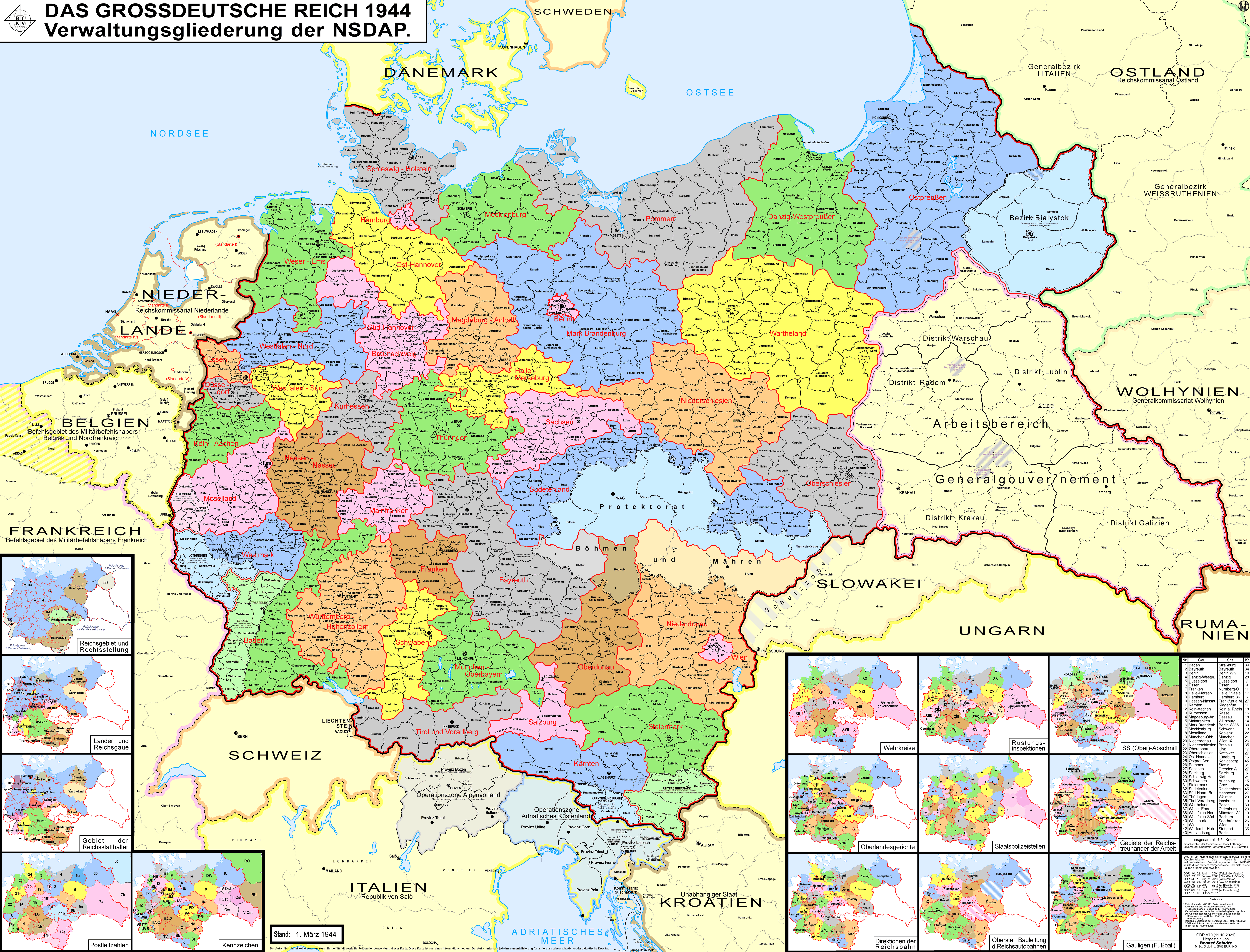
Carte de l’Allemagne nazie montrant les subdivisions administratives en Gaue et Reichsgaue

Lorsque la Guerre 1939-1945 débuta la pratique du football devint accessoire, et surtout de nombreuses équipes connurent une pénurie de joueurs, puisque ceux-ci étaient incorporés dans la unités de la Wehrmacht, des SS, de la Luftwaffe ou de la Kriegsmarine. Les Gauligen se scindèrent en sous-groupes afin de faciliter les déplacements. Ceux-ci devinrent de plus en plus ardus et risqués au fil que le conflit avança. De  nombreux clubs fusionnèrent ou créèrent des Kriegsgemeinschaften (association de guerre) en raison du manque de joueurs. La compétition perdit en qualité au fil du temps et au fur et à mesure des fluctuations dans les effectifs des équipes et de qui pourrait se présenter pour jouer ou non.
La dernière saison 1944-1945 ne fut jamais terminée, en grande partie parce que le territoire allemand passa sous contrôle des armées alliées. La reddition sans condition du régime nazi, le 8 mai 1945 mit fin à toutes les épreuves sportives. Le dernier match officiel des Gauligen fut joué le 23 avril 1945.

## Finances
Contrairement aux ligues actuelles qui bénéficient de plusieurs sources de revenus, les Gauligen n'avaient pour seules rentrées que la vente des tickets d'entrée aux matches. Si de nos jours, dans la grande généralité des cas des cas, l'équipe à domicile conserve la recette d'un match, cela se passait totalement différemment pour les gauligen.
Pour les rencontres de la saison régulière, les matches de Coupe ou pour toute partie à enjeu, la recette était partagée entre la Fédération nationale qui en recevait 5 %, le club visité et le club visiteur. Le club « à domicile » avait droit à 10 % pour l'emploi de son terrain et 5 % de frais administratifs. Les 75 % restants étaient partagés entre les deux clubs.
Ces rapports changeaient pour les matches de phase finale pendant laquelle les rencontres étaient disputées sur « terrain neutre ». 15 % des rentrées étaient alloués à la location du terrain, aux frais administratifs et aux coûts des déplacements des équipes concernées. Le reste était partagé entre les clubs en lice et la Fédération nationale (DFB).
Pour les demi-finales et la finale, d'autres clés de partage étaient mises en place. En demi-finale, chaque club recevait 20 % du revenu net (c'est-à-dire dont la location du terrain, les frais administratifs et coûts de déplacement avaient été déduits). Pour la finale, chaque finaliste ne recevait que 15 % des rentrées nettes.

## Influence des Nazis sur le football
Dès sa prise de pouvoir, le Parti nazi contrôla toutes les disciplines sportives qui furent placées sous la direction du « Reichssportführer », Hans von Tschammer und Osten. La Deutscher Fussball Bund (DFB) tomba totalement sous la coupe de la dictature hitlérienne.
En 1935, une Coupe d'Allemagne fut créée et nommée « Tschammer Pokal ». Elle fut l'ancêtre de l'actuelle DFB-Pokal. Les Nazis interdirent toutes les associations sportives ouvrières (Arbeiter Sportvereine) et toutes les associations sportives juives. Dès 1933, les clubs juifs furent bannis des toutes les compétitions de football et durent jouer entre eux. À partir de 1938, tous les clubs sportifs juifs furent interdits.
Après l'annexion de l'Autriche en 1938, un club comme l'Austria Vienne, qui avait de fortes connexions avec la communauté juive, fut persécuté. De nombreux dirigeants de ce club, dont son président Emanuel Schwarz, n'eurent d'autre choix que de s'exiler pour survivre au régime nazi. En Allemagne, des clubs comme le VfR Mannheim, le VfB Mühlburg, le 1.FC Kaiserslautern, les Stuttgarter Kickers, l'Eintracht Francfort et le FSV Francfort, qui connurent le succès avant 1933 en bénéficiant de l'apport de membres de la communauté juive, se retrouvèrent rapidement impopulaires auprès des Nazis. Même après le renvoi des membres juifs, ces clubs restèrent peu appréciés des dirigeants politiques hitlériens. Les joueurs du Bayern Munich, par exemple, furent fortement critiqués pour avoir honoré leur président Landauer, lors d'un match amical au Servette Genève en Suisse.
Les sports en général et le football en particulier furent employés pour faire la propagande du parti. H. von Tschammer ordonna que les joueurs des clubs des anciennes associations ouvrières, désormais interdites, passent vers des clubs approuvés par les Nazis qui ne voulaient pas perdre les meilleurs joueurs du pays. Sous les ordres de von Tschammer, les critères de performance restèrent toutefois préférés aux critères politiques. Malgré cela, le nombre de joueurs et de clubs actifs déclina dans des régions comme la Ruhr où les mouvements ouvriers étaient traditionnellement forts.
Le fait que certains grands joueurs comme ceux de Schalke 04 Tibulski, Kalwitzki, Fritz Szepan et Ernst Kuzorra portaient des noms à faible consonance allemande et étaient d'origine polonaise fut ignoré par les Nazis. Au contraire, des joueurs comme Szepan représentèrent l'Allemagne lors des Coupes du monde 1934 et 1938. Par contre, des joueurs juifs comme les anciens internationaux Gottfried Fuchs et Julius Hirsch ne furent plus les bienvenus. Si G. Fuchs, qui avait inscrit le total incroyable de 10 buts contre la Russie en 1912, s'exila au Canada, J. Hirsch périt à Auschwitz.

### Dans les territoires occupés
L'attitude des Nazis concernant le football et ses clubs dans les territoires occupés varia grandement. Les clubs polonais ou tchécoslovaques ne furent pas autorisés à participer aux Gauligen. Par contre, cela fut différent dans des régions comme l'Alsace, la Lorraine et le Luxembourg. Certains clubs furent incorporés à une Gauliga sous la forme allemande de leur nom.
Les clubs tchécoslovaques firent partie d'un championnat qui leur était propre, le « Championnat de Bohême-Moravie », qui se jouait parallèlement à la « Gauliga de Bohême-Moravie ». Celle-ci était réservée aux clubs de souche allemande.

## Championnats d'Allemagne 1933-1945
Depuis sa création en 1903, le Championnat allemand se jouait selon une formule hybride. Les clubs disputaient un « championnat de ligue » (gérée par une qui lui était ligue propre) dans leur région, ensuite les meilleurs de chaque région participaient à un "tour final", joué par élimination directe jusqu'à la grande finale. Les Nazis ne changèrent pas ce principe de base. Mais à partir de 1933, les gauligen remplacèrent les anciennes régions. Le vainqueur de chaque gauliga était qualifié pour le « tour final ».
De 1933 à 1938, 16 gauligen furent réparties en quatre groupes de quatre. Les gagnants de chaque gauliga disputèrent le droit d'être un des quatre derniers clubs en lice pour les demi-finales nationales et la finale jouées sur « terrain neutre ».
De 1939 à 1942, le nombre de groupes augmenta avec la création de nouvelles gauligen. Mais à partir de 1942, avec la tournure des événements de la guerre, le championnat se résuma à des rencontres à élimination directe.
Le FC Schalke 04 fut l'équipe la plus titrée de cette période avec 6 titres nationaux remportés durant les 12 ans d'existence des gauligen. À noter le titre allemand remporté par le club autrichien du Rapid Vienne en 1941 (l'Autriche avait été annexée en mars 1938). Le cercle luxembourgeois du Stade Dudelange, rebaptisé FC Stadt Düdelingen, atteignit le premier tour du Championnat et de la Coupe en 1942.

### Finales du championnat
À l'exception de l'édition 1935, dont la finale se joua au Mungersdorferstadion de Cologne, toutes les finales de cette période se déroulèrent à Berlin. En 1934 et 1936, la rencontre se déroula au Poststadion dans le district de Moabit de la capitale allemande. Toutes les autres finales eurent l'Olympiastadion pour cadre.
| Saison    | Date de la finale     | Vainqueur       | Finaliste             | Score            | Stade   | Spectateurs |
| --------- | --------------------- | --------------- | --------------------- | ---------------- | ------- | ----------- |
| 1933-1934 | 24/06/1934            | FC Schalke 04   | 1. FC Nuremberg       | 2-1              | Berlin  | 45 000      |
| 1934-1935 | 23/06/1935            | FC Schalke 04   | VfB Stuttgart         | 6-4              | Cologne | 74 000      |
| 1935-1936 | 21/06/1936            | 1. FC Nuremberg | Fortuna Düsseldorf    | 2-1 ap prol.     | Berlin  | 45 000      |
| 1936-1937 | 20/06/1937            | FC Schalke 04   | 1. FC Nuremberg       | 2-0              | Berlin  | 100 000     |
| 1937-1938 | 26/06/1938 03/07/1938 | Hannover 96     | FC Schalke 04         | 3-3 ap prol. 4-3 | Berlin  | 100 000     |
| 1938-1939 | 18/06/1939            | FC Schalke 04   | Admira Vienne         | 9-0              | Berlin  | 100 000     |
| 1939-1940 | 21/07/1940            | FC Schalke 04   | Dresdner SC           | 1-0              | Berlin  | 95 000      |
| 1940-1941 | 22/06/1941            | Rapid Vienne    | FC Schalke 04         | 4-3              | Berlin  | 95 000      |
| 1941-1942 | 05/07/1942            | FC Schalke 04   | First Vienna FC       | 2-0              | Berlin  | 90 000      |
| 1942-1943 | 27/06/1943            | Dresdner SC     | FV Saarbrücken        | 3-0              | Berlin  | 80 000      |
| 1943-1944 | 18/06/1944            | Dresdner SC     | Luftwaffen-SV Hamburg | 4-0              | Berlin  | 70 000      |
| 1944-1945 | inachevé              |                 |                       |                  |         |             |

## Coupes d'Allemagne 1935-1945
Avant 1935, le football allemand n'avait pas de « Coupe nationale ». Ce fut donc aux Nazis que l'on dut l'instauration de ce type d'épreuve. De 1935 à 1945, la coupe d'Allemagne porta le nom de « Tschammer Pokal », du nom du Reichssportführer, Hans von Tschammer und Osten.
À noter que contrairement à ce que nous connaissons de nos jours, ces premières éditions concernaient une « année civile » et non pas une « saison » (s'écoulant de l'automne au printemps suivant).
La compétition se voulut ouverte à tous les clubs. La première édition débuta le 6 janvier 1935 et se clôtura le 8 décembre de la même année. Il y avait 4 100 clubs inscrits. La « phase finale » débuta le 18 août de la même année par ce qui équivalait à des « trente-deuxièmes de finale ». En fait, il n'y eut que 31 matches, le VfR Königsberg étant dispensé. Le règlement prévoyait qu'au cas où une égalité subsistait au terme des prolongations, le match serait rejoué, sur le terrain de l'équipe initialement visiteuse. Il n'y eut qu'une rencontre rejouée. Après un partage (4-4) entre le BC Elsterberg et le 1SV Jena, le replay eut lieu à Iéna et l'équipe locale fit la différence (4-2). La finale se joua au Rheinstadion de Düsseldorf. Le 1. FC Nuremberg prit le dessus (2-0) face à Schalke 04, à la suite de buts de Max Eiberger et de Georg Friedel, aux 46e et 84e minutes. Cette partie fut dirigée par l'arbitre international Alfred Birlem.
Au vu du très grand nombre de matches devant être disputés, la compétition durait très longtemps. Les éditions 2, 3, 4 et 5 se terminèrent au début de l'année suivante. À partir de 1941, les aléas de la guerre et son évolution raccourcirent sérieusement l'épreuve qui vit son organisation modifiée en cours de route ! Elle devint une première version de la « Coupe des Coupes » puisque les participants furent les vainqueurs de la Coupe de leurs Gaue respectives. Après 1943, la Tschammer Pokal ne fut plus organisée.
La coupe d'Allemagne, devenue la désormais célèbre et relevée DFB-Pokal, fut remise sur pied à partir de la saison 1952-1953.

### Finales de la coupe
| Années | Dates      | Vainqueurs      | Finalistes            | Scores        | Stades     | Assistances |
| ------ | ---------- | --------------- | --------------------- | ------------- | ---------- | ----------- |
| 1935   | 08/12/1935 | 1. FC Nuremberg | FC Schalke 04         | 2-0           | Düsseldorf | 55.000      |
| 1936   | 03/01/1937 | VfB Leipzig     | FC Schalke 04         | 2-1           | Berlin     | 70.000      |
| 1937   | 09/01/1938 | FC Schalke 04   | Fortuna Düsseldorf    | 2-1           | Cologne    | 72.000      |
| 1938   | 08/01/1939 | Rapid Vienne    | FSV Francfort         | 3-1           | Berlin     | 38.000      |
| 1939   | 04/04/1940 | 1. FC Nuremberg | SV Waldhof Mannheim   | 2-0           | Berlin     | 60.000      |
| 1940   | 01/12/1940 | Dresdner SC     | 1. FC Nuremberg       | 2-1           | Berlin     | 60.000      |
| 1941   | 02/10/1941 | Dresdner SC     | FC Schalke 04         | 2-1           | Berlin     | 65.000      |
| 1942   | 15/10/1942 | TSV Munich 1860 | FC Schalke 04         | 2-0           | Berlin     | 80.000      |
| 1943   | 31/10/1943 | First Vienna FC | Luftwaffen-SV Hamburg | 3-2 ap. prol. | Stuttgart  | 45.000      |
| 1944   |            | non organisée   |                       |               |            |             |
| 1945   |            | non organisée   |                       |               |            |             |

Cinq de ces huit finales eurent lieu à l'Olympiastadion de Berlin. Une (la 1re) se déroula au Rheinstadion de Düsseldorf, une autre trouva refuge au Mungersdorferstadion de Cologne et enfin une (la dernière) fut jouée à Stuttgart dans un stade alors nommé Adolf Hitler Kampfbahn.

## Liste des Gauligen

### Gauligen instaurées en 1933
| Noms français                | Noms allemands               | Régions couvertes | Scission en... |
| ---------------------------- | ---------------------------- | --- | --- |
| Gauliga Baden                | (Gauliga Baden)              | l’ancienne République de Bade                                                                                         | Subdivisée plusieurs groupes après 1939. |
| Gauliga Bavière              | (Gauliga Bayern)             | l’État de Bavière sans la région du Palatinat.                                                                        | partagée en une Division Nord et une Division Sud après 1942 partagée en 5 groupes en 1944. |
| Gauliga Berlin-Brandenbourg  | (Gauliga Berlin-Brandenburg) | les actuels Länder de Berlin et du Brandebourg, attachés à la Prusse jusqu’en 1945.                                   | divisée en deux groupes en 1939-40. |
| Gauliga Hesse                | (Gauliga Hessen)             | l’actuel Land de Hesse sauf la région de Francfort qui était attachée avec la Gauliga Main-Hesse.                     | partagée en plusieurs groupes après 1939, puis renommé Gauliga Kurhessen aprds 1941. |
| Gauliga Centre               | (Gauliga Mitte)              | les Länder actuels de Thuringe et Saxe-Anhalt.                                                                        | partagée en plusieurs groupes régionaux en 1944. |
| Gauliga Rhin moyen           | (Gauliga Mittelrhein)        | les régions du Rhin moyen et du Rheinland alors attachés à la Prusse.                                                 | partagée entre Gauliga Moselle et Gauliga Cologne-Aix, après 1941. |
| Gauliga Bas-Rhin             | (Gauliga Niederrhein)        | la région du Bas-Rhin allemand.                                                                                       | |
| Gauliga Basse-Saxe           | (Gauliga Niedersachsen)      | les actuels Länder de Basse-Saxe et de Brême.                                                                         | partagée en deux groupes régionaux en 1939, puis en Gauliga Weser-Ems et Gauliga Braunschweig-Sud Hanovre, après 1942. |
| Gauliga Marches du Nord      | (Gauliga Nordmark)           | les actuels Länder de Hambourg, du Schleswig-Holstein et la moitié occidentale du Mecklembourg-Poméranie-Occidentale. | partagée en deux groupes en 1939-40, puis en Gauliga Hambourg, Gauliga Schleswig-Holstein et Gauliga Mecklembourg à partir de 1942. |
| Gauliga Prusse orientale     | (Gauliga Ostpreußen)         | la région de la province de Prusse-Orientale et la Ville libre de Dantzig.                                            | en deux groupes régionaux à partir de 1935, en une seule division (y compris la Pologne occupée) après 1939, Dantzig devint membre de la Gauliga Dantzig-Prusse occidentale en 1940. La Gauliga de Prusse orientale fut dissoute en 1944. |
| Gauliga Poméranie            | (Gauliga Pommern)            | la province de Poméranie actuellement partagée entre l’Allemagne et la Pologne.                                       | en deux groupes (Est/Ouest) jusque 1937, puis à nouveau divisée en 1940 |
| Gauliga Saxe                 | (Gauliga Sachsen)            | l'actuel Land de Saxe.                                                                                                | divisée en 2 groupes lors de la saison 1939-40, 7 groupes en 1944 |
| Gauliga Silésie              | (Gauliga Schlesien)          | la province de Silésie.                                                                                               | partagée en deux groupes en 1939-40, scindée en Gauliga Basse-Silésie et Gauliga Haute-Silésie à partir de 1941. |
| Gauliga Sud-Ouest-Main-Hesse | (Gauliga Südwest/Mainhessen) | la région du Palatinat, de la Sarre et de Francfort (Main-Hesse).                                                     | partagée en deux groupes régionaux après 1939 ; puis divisée entre la Gauliga Hesse-Nassau et la Gauliga Westmark après 1941. |
| Gauliga Westphalie           | (Gauliga Westfalen)          | la région de Westphalie.                                                                                              | partagée en trois groupes régionaux en 1944. |
| Gauliga Württemberg          | (Gauliga Württemberg)        | l’État libre populaire de Wurtemberg.                                                                                 | partagée en deux groupes en 1939-40, puis en 3 groupes en 1944. |

### Gauligen créées par la scission de Gauligen existantes
| Noms français                    | Noms allemands                     | Venant de… | Scission en...                                                                                   |
| -------------------------------- | ---------------------------------- | --- | ------------------------------------------------------------------------------------------------ |
| Gauliga Braunschweig-Sud Hanovre | (Gauliga Braunschweig-Südhannover) | formée par la scission, en 1942, de la Gauliga Basse-Saxe. | la Gauliga Hanovre-Est s’en détacha en 1943, puis fut partagée en deux groupes régionaux en 1944 |
| Gauliga Weser-Ems                | (Gauliga Weser-Ems)                | formée lors de la scission, en 1942, de la Gauliga Basse-Saxe dont elle couvrait la moitié Ouest.                                                                                    | partagée en groupes régionaux à partir de 1943.                                                  |
| Gauliga Hanovre-Est              | (Gauliga Ost-Hannover)             | se détacha de la Gauliga Braunschweig-Hanovre-Sud en 1943, dont elle couvrait la moitié Est                                                                                          |                                                                                                  |
| Gauliga Hambourg                 | (Gauliga Hamburg)                  | formée lors de la scission, en 1942, de la Gauliga des Marches du Nord. |                                                                                                  |
| Gauliga Mecklembourg             | (Gauliga Mecklenburg)              | formée lors de la scission, en 1942, de la Gauliga Marches du Nord. |                                                                                                  |
| Gauliga Schleswig-Holstein       | (Gauliga Schleswig-Holstein)       | formée lors de la scission, en 1942, de la Gauliga Marches du Nord. |                                                                                                  |
| Gauliga Hesse-Nassau             | (Gauliga Hessen-Nassau)            | formée par la scission, en 1941, de la Gauliga Sud-Ouest/Main-Hesse. Elle couvrait une région actuelle reprise dans le Land de Hesse.                                                |                                                                                                  |
| Gauliga Marches de l’Ouest       | (Gauliga Westmark)                 | formée lors de la scission, en 1941, de la Gauliga Sud-Ouest/Main-Hesse. Elle couvrait une partie de l’actuel Land de Rhénanie-Palatinat. L’équipe française du FC Metz y participa. |                                                                                                  |
| Gauliga Cologne-Aix-la-Chapelle  | (Gauliga Köln-Aachen)              | formée lors de la scission, en 1941, de la Gauliga Rhin moyen. |                                                                                                  |
| Gauliga Moselle                  | (Gauliga Moselland)                | formée lors de la scission, en 1941, de la Gauliga Rhin moyen. Des équipes du Grand-Duché de Luxembourg y participèrent.                                                             | fut jouée en deux groupes régionaux.                                                             |
| Gauliga Basse-Silésie            | (Gauliga Niederschlesien)          | formée lors de la scission, en 1941, de la Gauliga Silésie, dont elle couvrait la partie Nord-Ouest.                                                                                 |                                                                                                  |
| Gauliga Haute-Silésie            | (Gauliga Oberschlesien)            | formée lors de la scission, en 1941, de la Gauliga Silésie, dont elle couvrait la partie Sud-Est.                                                                                    |                                                                                                  |

### Gauligen créées après l’expansion de l’Allemagne
| Noms français                      | Noms allemands                | Région | Scission en... |
| ---------------------------------- | ----------------------------- | --- | --- |
| Gauliga Alsace                     | (Gauliga Elsaß)               | formée, en 1940, dans la région française occupée. | Jouée d’abord en deux groupes, puis en une seule division après 1941.                                                                    |
| Gauliga Bohême-Moravie             | (Gauliga Böhmen und Mähren)   | formée par les parties occupées de l’actuelle République tchèque que les Nazis dénommèrent Protectorat de Bohême-Moravie. | Deux groupes régionaux n’inclurent que des équipes allemandes, les équipes tchèques jouèrent entre elles dans une compétition distincte. |
| Gauliga Dantzig-Prusse occidentale | (Gauliga Danzig-Westpreußen)  | formée dans la Reichsgau de Dantzig-Prusse occidentale en 1940. | |
| Gauliga Gouvernement Général       | (Gauliga Generalgouvernement) | formée, en 1941, dans les provinces polonaises occupées et dénommées Gouvernement Général par les Nazis | jouée sous un nombre variable de groupes.                                                                                                |
| Gauliga Marches de l’Est           | (Gauliga Ostmark)             | formée, en 1938, dans l’Autriche annexée. | renommée Gauliga Danube-Pays alpin (Gauliga Donau-Alpenland) en 1941.                                                                    |
| Gauliga Territoire des Sudètes     | (Gauliga Sudetenland)         | formée, en 1938, dans les anciens territoires tchécoslovaques majoritairement germanophones et donnés à l’Allemagne nazies lors des Accords de Munich. À partir de 1940 des clubs allemands de Prague participèrent à cette Gauliga. | jouée selon un nombre variable de groupes.                                                                                               |
| Gauliga Territoire de la Warta     | (Gauliga Wartheland)          | formée, en 1941, dans la Reichsgau occupée de la région de la Warta (près de Poznań, en Pologne). | jouée d’abord en deux groupes, puis en une seule division à partir de 1942.                                                              |

## Clubs non allemands alignés dans certaines Gauligen

Carte montrant de l’Allemagne nazie et de son expansion de 1938 à 1945

Après 1940, quatre Gauligen virent participer des clubs non allemands. Dans la quasi-totalité des cas, ces participations ne se firent pas par sympathie pour le régime nazi, mais sur les exigences des officiels nazis.

### Gauliga Alsace
La Gauliga Alsace (Gauliga Elsaß) fut entièrement composée de clubs français qui durent adopter une appellation allemande.
- Le RC Strasbourg devint le Rasen SC Strassburg;
- Le FC Mulhouse devint le FC 1893 Mülhausen ;
- Le Red Star Strasbourg devint la Sportgemeinschaft SS Strassburg. Malgré son nom équivoque, cette équipe était composée de nombreux joueurs français quasiment tous opposés à l'idéologie nazie.

Dès la fin du conflit, ces clubs retrouvèrent leur giron national et le cas échéant, leur appellation d'origine.
Lors de la saison 1942-1943, comme ce fut déjà le cas lors des années précédentes, de nombreux joueurs alsaciens, tout comme des jeunes Belges originaires des Cantons de l'Est et de jeunes Luxembourgeois, furent enrôlés de force dans la Wehrmacht (certains dans les Waffen-SS) et devinrent des Malgré-nous.

### Gauliga des Marches de l’Ouest
Dans la Gauliga des Marches de l’Ouest (en allemand : Gauliga Westmark), trois clubs français de Lorraine furent alignés sous une appellation germanisée :
- Le FC Metz devint le FV Metz;
- L’Ass. Sarregueminoise 93 (ASF 93) devint le TSG Saargemünd;
- Le SO Merlebach devint le TSG Merlenbach.

Dès la fin du conflit, ces clubs retrouvèrent leur giron national et le cas échéant, leur appellation d'origine.

### Gauliga Moselle
Dans la Gauliga Moselle (Gauliga Mosselland), participèrent des clubs du Grand-Duché de Luxembourg :
- Le Stade Dudelange devint le FV Stadt Düdelingen;
- L’US Dudelange devint le SV Düdelingen;
- Le Progrès Niedercorn devont le FK Niederkorn;
- Le Spora Luxembourg devint Moselland Luxemburg;
- La Jeunesse d’Esch devint le SV Schwarz-Weiss Esch;
- La Jeunesse de Wasserbillig devint le Schwarz-Weiss Wasserbillig.

Dès la fin du conflit, ces clubs retrouvèrent leur giron national et le cas échéant, leur appellation d'origine.

### Gauliga Silésie
Dans la Gauliga Silésie (Gauliga Schlesien), plus la Gauliga Basse-Silésie participèrent certains clubs polonais qui pour cela durent adapter leur nom en allemand :
- Le KS Śląsk Świętochłowice devint le TuS Schwientochlowitz;
- Naprzód Lipiny devint le TuS Lipine;
- L’AKS Chorzów devint le Germania Königshütte;
- Le 1FC Katowice conserva son nom;
- Le  Ruch Chorzów devint le Bismarckhütter SV 99.

Il y eut aussi :
- Le RSG Myslowitz de Mysłowice;
- Le Sportfreunde Knurow de Knurów près de Katowice;
- L’Adler Tarnowitz de Tarnowskie Góry;
- Le Luftwaffe-SV Tarnowitz de Tarnowskie Góry;
- Le Reichsbahn SG Kattowitz de Katowice.

De nombreux clubs et associations allemands disparurent à partir de 1944, au fil de l'avancée de troupes soviétiques.

## Après la défaite allemande, la fin des Gauligen
Si certaines régions ne redémarrèrent leurs compétitions qu'en 1947, d'autres au sud de l'Allemagne formèrent une « division supérieure » (en allemand Oberliga) dès l'effondrement du régime nazi. Les nouvelles Oberligen prirent la place des Gauligen :

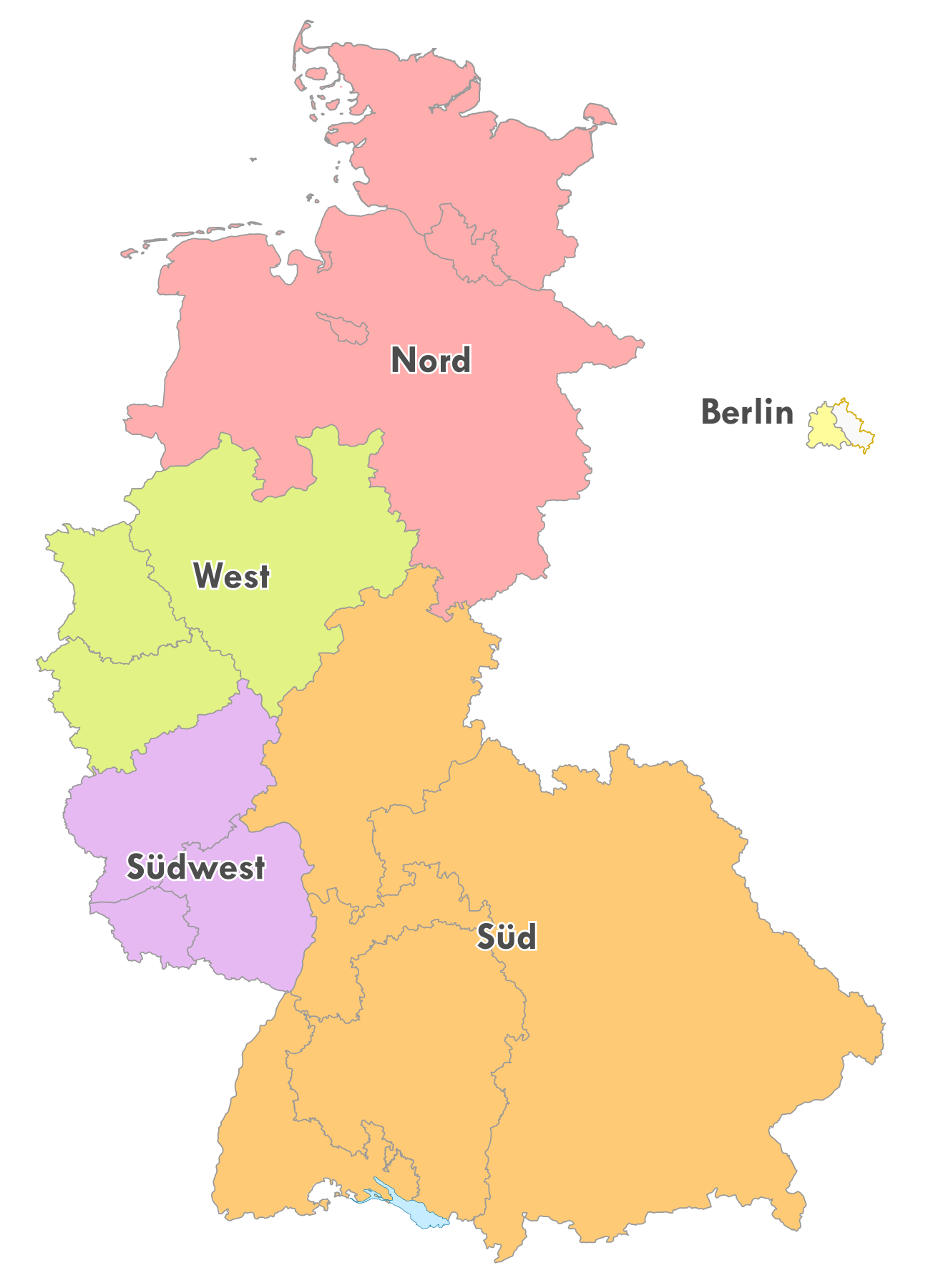
Le redécoupage des plus hautes divisions du football allemand en "Oberligen", à partir de 1949 (depuis 1951 avec la Sarre)

- Oberliga Süd, créée en 1945, par les États (Länder) actuels de Bavière, Bade-Wurtemberg (initialement uniquement la moitié du Land) et de Hesse.
- Oberliga Südwest, créée en 1945, par les États (Länder) actuels de Rhénanie-Palatinat de la Sarre - qui ne retourna à l'Allemagne qu'en 1951 (avec pour addition initialement une partie du Land actuel de Bade-Wurtemberg).
- Oberliga Berlin, créée en 1945, couvrant initialement tout Berlin puis uniquement Berlin-Ouest
- Oberliga Nord, créée en 1947 par les États (Länder) actuels de Basse-Saxe, du Schleswig-Holstein et les Villes-Etats de Brême et Hambourg
- Oberliga West, créée en 1947 par les États (Länder) actuels de Rhénanie-Westphalie

- DDR-Oberliga, créée en 1949 et couvrait le territoire de la RDA.

À partir de 1949, un niveau directement inférieur fut créé dans les régions Sud, Sud-Ouest et Ouest.
Ces Oberligen furent dissoutes en 1963 lors de la création de la Bundesliga. La DDR-Oberliga survécut jusqu'en 1990.